# From Zero
From Zero je osmé studiové album americké rockové skupiny Linkin Park. Bylo vydáno 15. listopadu 2024 a vyšlo pod nahrávacími společnostmi Warner Records a Machine Shop. Jedná se o první studiové album vydané po smrti hlavního zpěváka Chestera Benningtona a odchodu bubeníka a spoluzakladatele Roba Bourdona. Benningtonovu pozici převzala zpěvačka Emily Armstrong ze skupiny Dead Sara. Bubeníka Roba Bourdona nahradil Colin Brittain.

## Pozadí alba
V dubnu 2024 se šířily zvěsti o tom, že skupina chystá turné a koncerty pro následující rok 2025. Konkrétně se jednalo o Shinodu, Delsona, Farrella a nejmenovanou zpěvačku místo Benningtona. Koncem srpna 2024 kapela bez jakéhokoli vysvětlení spustila záhadné 100hodinové odpočítávání. Když odpočítávání dosáhlo nuly, skupina vydala prohlášení naznačující důležité oznámení a datum 5. září. Právě na tento den skupina naplánovala koncert v Los Angeles pro členy oficiálního fanklubu kapely.
Dne 5. září skupina oznámila vydání alba From Zero. K této příležitosti vyšel singl „The Emptiness Machine“. Současně kapela potvrdila Armstrongovou jako novou zpěvačku a Brittaina jako nového bubeníka. K této změně došlo, protože dosavadní bubeník Rob Bourdon neměl zájem se skupinou pokračovat. Oznámeno bylo i turné na podporu alba.
Název alba má dvojí význam. Odkazuje na původní název kapely – Xero a zároveň na nový začátek kapely.
Další singly s videoklipy, které vyšly následovně, byly „Heavy Is the Crown“ a „Over Each Other".
Dne 8. listopadu zahráli během koncertu novou píseň „Casualty“. Dva dny před vydáním alba vyšel nový singl „Two Faced“. Vydání písně nebylo předtím potvrzeno.

## Turné
Turné alba se odehraje po Spojených státech, Německu, Velké Británii, Jižní Koreji a Kolumbii. Začalo 11. září 2024 v americkém Inglewoodu. Plánovaný konec turné je 15. listopadu 2025 v brazilském Porto Alegre.
Dne 7. září oznámil kytarista Brad Delson, že na nadcházejícím světovém turné nebude v kapele přítomen a roli koncertního kytaristy skupiny převezme Alex Feder. Potvrdil, že s kapelou bude i nadále tvůrčím způsobem spolupracovat a že dává přednost práci v zákulisí.

## Seznam skladeb
| Pořadí         | Název                 | Délka |
| -------------- | --------------------- | ----- |
| 1.             | From Zero (Intro)     | 0:22  |
| 2.             | The Emptiness Machine | 3:10  |
| 3.             | Cut the Bridge        | 3:48  |
| 4.             | Heavy Is the Crown    | 2:47  |
| 5.             | Over Each Other       | 2:50  |
| 6.             | Casualty              | 2:20  |
| 7.             | Overflow              | 3:31  |
| 8.             | Two Faced             | 3:03  |
| 9.             | Stained               | 3:05  |
| 10.            | IGYEIH                | 3:29  |
| 11.            | Good Things Go        | 3:29  |
| Celková délka: | Celková délka:        | 31:54 |

| Digitální rozšířená verze | Digitální rozšířená verze    | Digitální rozšířená verze |
| Pořadí                    | Název                        | Délka                     |
| ------------------------- | ---------------------------- | ------------------------- |
| 1.                        | The Emptiness Machine (Live) | 3:16                      |
| 2.                        | Heavy Is The Crown (Live)    | 3:25                      |
| 3.                        | Over Each Other (Live)       | 2:52                      |
| 4.                        | Up from the Bottom           | 3:03                      |
| 5.                        | Unshatter                    | 3:16                      |
| 6.                        | Let You Fade                 | 3:29                      |

## Obsazení

### Linkin Park
- Mike Shinoda – zpěv, rytmická kytara, klávesy, programování
- Brad Delson – sólová kytara
- Dave "Phoenix" Farrell – basová kytara
- Joe Hahn – samply, programování, gramofony
- Emily Armstrong – zpěv
- Colin Brittain – bicí

### Produkce
- Neal Avron – mixování[17]
- Brad Delson – koprodukce
- Mike Shinoda – produkce, zvukový inženýr
- Ethan Mates – zvukový inženýr
- Scott Skrzynski – asistent mixování
- Colin Brittain – koprodukce
- Emerson Mancini – zvukový inženýr